# Andaluz (Soria)
Andaluz es un localidad española del municipio de Berlanga de Duero, perteneciente a la provincia de Soria, , en la comunidad autónoma de Castilla y León.

## Geografía

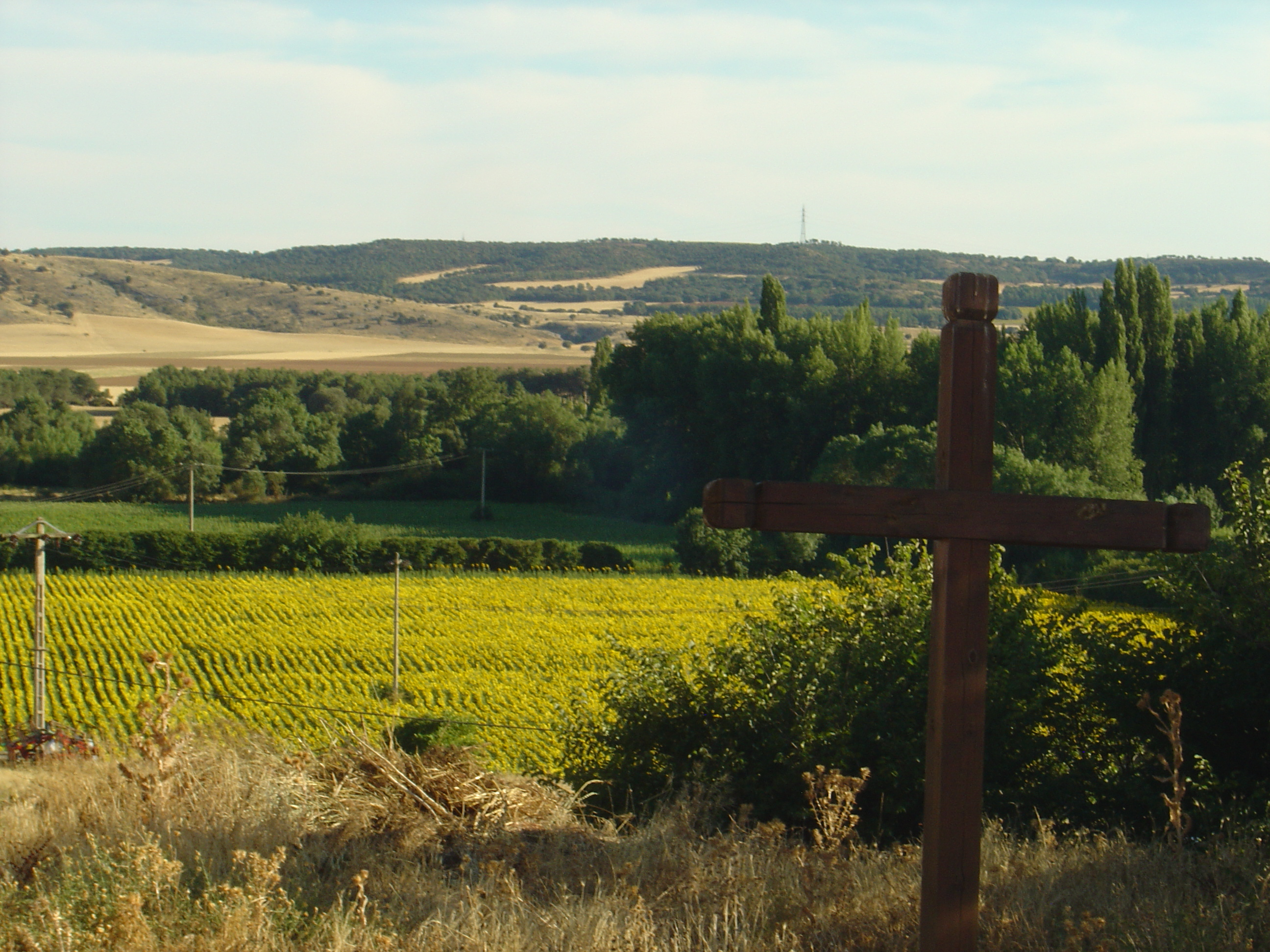
Campos de girasoles en Andaluz

Pueblo de la comarca de Berlanga y del partido judicial de Almazán, desde el punto de vista jerárquico de la Iglesia católica forma parte de la diócesis de Osma la cual, a su vez, es sufragánea de la archidiócesis de Burgos. Andaluz pertenece al arciprestazgo de El Burgo de Osma aunque históricamente perteneció al de Andaluz. Abanco forma parte del tramo del Destierro del Camino del Cid.Situada en el sur de la provincia de Soria, en la actualidad, Andaluz pertenece al ayuntamiento de Berlanga de Duero. Se asienta sobre una llanura en la cuenca del río Duero, a 919 m sobre el nivel del mar. Está a 40 km de Soria capital, por la carretera SO-100 en dirección a Berlanga de Duero (Soria).

## Historia
Andaluz, Ffandaluz, Fandaluz, Handaluz o Andalux, como se nombra en algunos documentos, probablemente adoptó su nombre por los movimientos de repoblación existentes durante la Reconquista. El nombre proviene de los repobladores mozárabes que se asentaron en la zona en la Edad Media. No obstante su origen es celtíbero, como lo atestiguan los distintos vestigios arqueológicos, sepulcros antropomorfos labrados en roca y cimientos de sus calles en sentido radial.
Durante siglos fue frontera y paso entre la España cristiana y la musulmana, de ahí su trascendencia histórica.
Andaluz tuvo importancia estratégica por su hocino o portillo, punto de paso de las razzias musulmanas de la Alta Edad Media, camino en la retirada de Almanzor hacia Medinaceli. Ya en el año 1040, el monje Grimaldo, discípulo de Santo Domingo de Silos, nombra a Andaluz en sus escritos.
Tiene Andaluz el primer fuero de la provincia de Soria, otorgado en el año 1089 por el conde Gonzalo Núñez de Lara, reinando Alfonso VI de Castilla y León. Con dicho Fuero se constituyó la Comunidad de villa y tierra de Andaluz. La comunidad estaba formada por las poblaciones de: Andaluz, Centenera de Andaluz, Quintanar (despoblado), Tajueco, Valderrueda, Valderrodilla, Fuentepinilla, Fuentelárbol, La Ventosa de Fuentepinilla, Torreandaluz, Osona, Fuentelfresno (despoblado) y La Seca.
Pascual Madoz, en su Diccionario Geográfico-Histórico (1845-1850), recoge una antigua tradición en la que se dice que la villa de Andaluz llegó a tener 11 000 vecinos. Este dato es un índice de la importancia que antiguamente se concedía a la localidad.
En el Concilio de Burgos de 1136, se instauró el arciprestazgo de Andaluz, siendo obispo de Osma Bernardo. El arciprestazgo, que permaneció hasta el año 1958, estaba formado por las mismas localidades que el Señorío de Andaluz. Limitaba al norte con el arciprestazgo de Calatañazor, al sur y al este con el río Duero, donde comenzaba el Obispado de Sigüenza, al oeste con el arciprestazgo de Gormaz y con el de Osma.
El censo de Pecheros de 1528, en el que no se contaban eclesiásticos, hidalgos y nobles, registraba la existencia 23 pecheros, es decir unidades familiares que pagaban impuestos. En el documento original figuraba como Andaluz, formando parte de la comunidad de villa y tierra de Fuentepinilla.
En el censo de 1787, ordenado por el conde de Floridablanca, figuraba como lugar del partido de Fuentepinilla en la intendencia de Soria, con jurisdicción de señorío y bajo la autoridad del alcalde pedáneo nombrado por el Conde de Aguilar.
A la caída del Antiguo Régimen la localidad se constituyó en municipio constitucional, entonces conocido como Andaluz en la región de Castilla la Vieja, que en el censo de 1842 contaba con 26 hogares y 107 vecinos.
A finales de los años 1960, este municipio desapareció al integrarse en el de Berlanga de Duero, contaba entonces con 44 hogares y 178 habitantes.

## Demografía
| Gráfica de evolución demográfica de Andaluz entre 1842 y 1960 |
| |
| Población de derecho según los censos de población del INE Población de hecho según los censos de población del INEEntre el censo de 1970 y el anterior, este municipio desaparece porque se integra en el municipio 42035 (Berlanga de Duero) |

Andaluz (Soria) contaba a 1 de enero de 2015 con una población de 19 habitantes, 15 hombres y 4 mujeres.
| Gráfica de evolución demográfica de Andaluz (Soria) entre 2000 y 2015                            |
|                                                                                                  |
| Población de derecho (2000-2015) según los censos de población del INE a 1 de enero de cada año. |

## Patrimonio

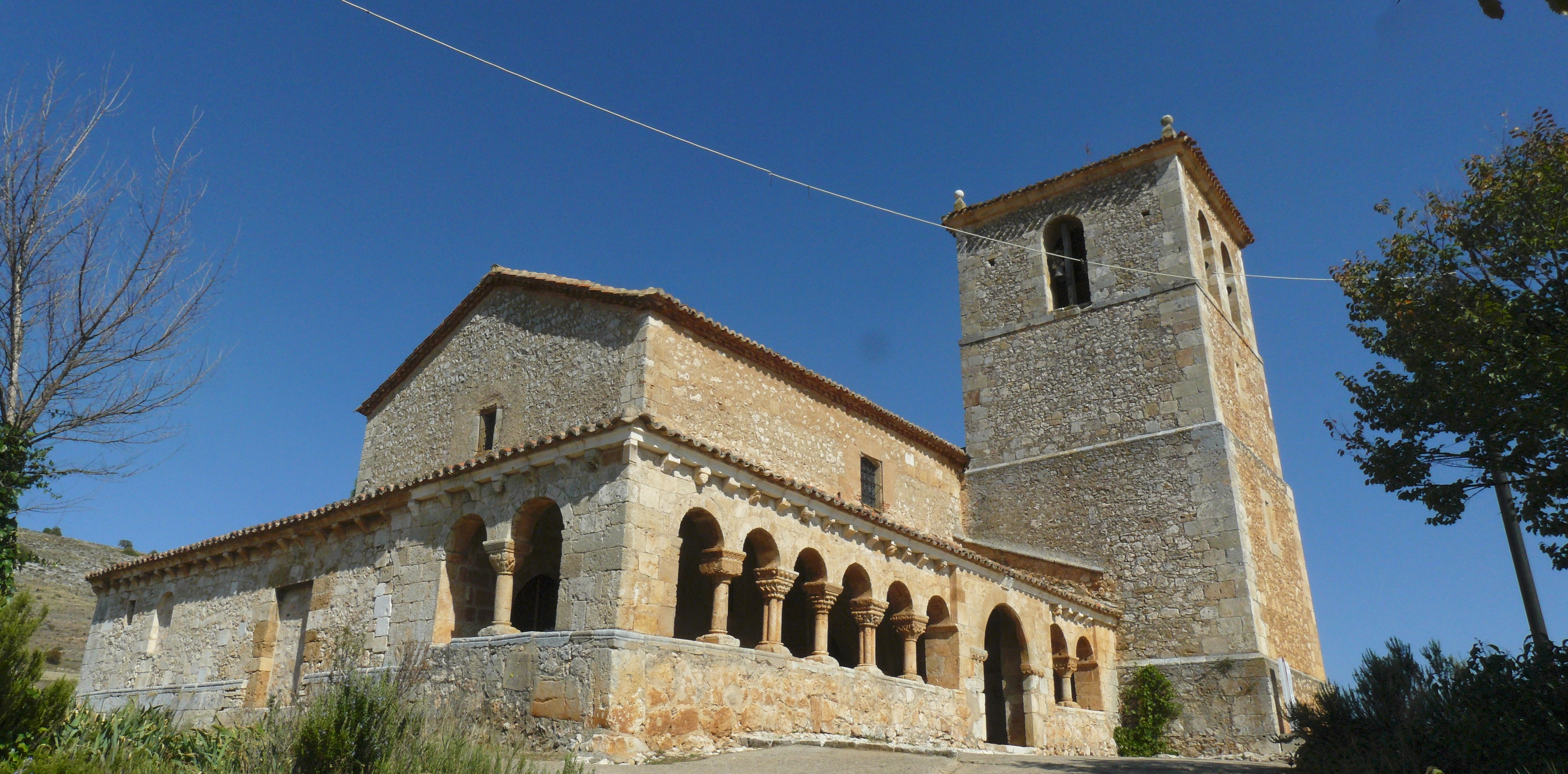
Iglesia de San Miguel Arcángel, con la galería románica superviviente.

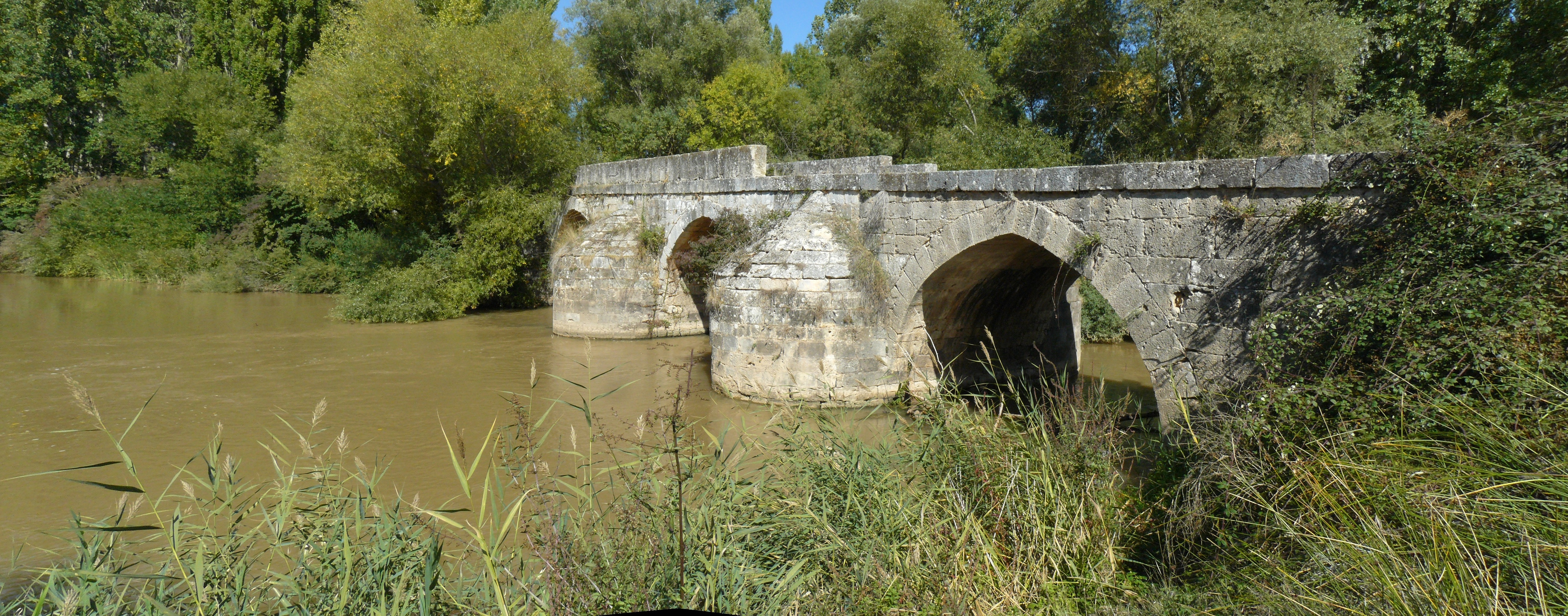
Puente medieval sobre el Duero a las afueras de Andaluz, parte del GR-86.

- Iglesia románica de San Miguel Arcángel (siglo XII).[1] De una sola nave y ábside circular originalmente, se le añadió la galería porticada en el siglo siguiente.[1] En los siglos XVI y XVII, se reformó, ganó en altura y se añadieron la torre, la sacristía y un nuevo ábside rectangular.[1] Fue declarada Bien de Interés Cultural en la categoría de monumento el 8 de julio de 1944.[9]
- Puente romano, reconstruido en época medieval.
- Iglesia románica de la Virgen de la Calle, de la que se conserva el ábside del siglo XII.
- Castillo de Andaluz, del que solo quedan restos.

## Fiestas
- San Miguel Arcángel, último fin de semana de septiembre.